# Kasteel Stapelen

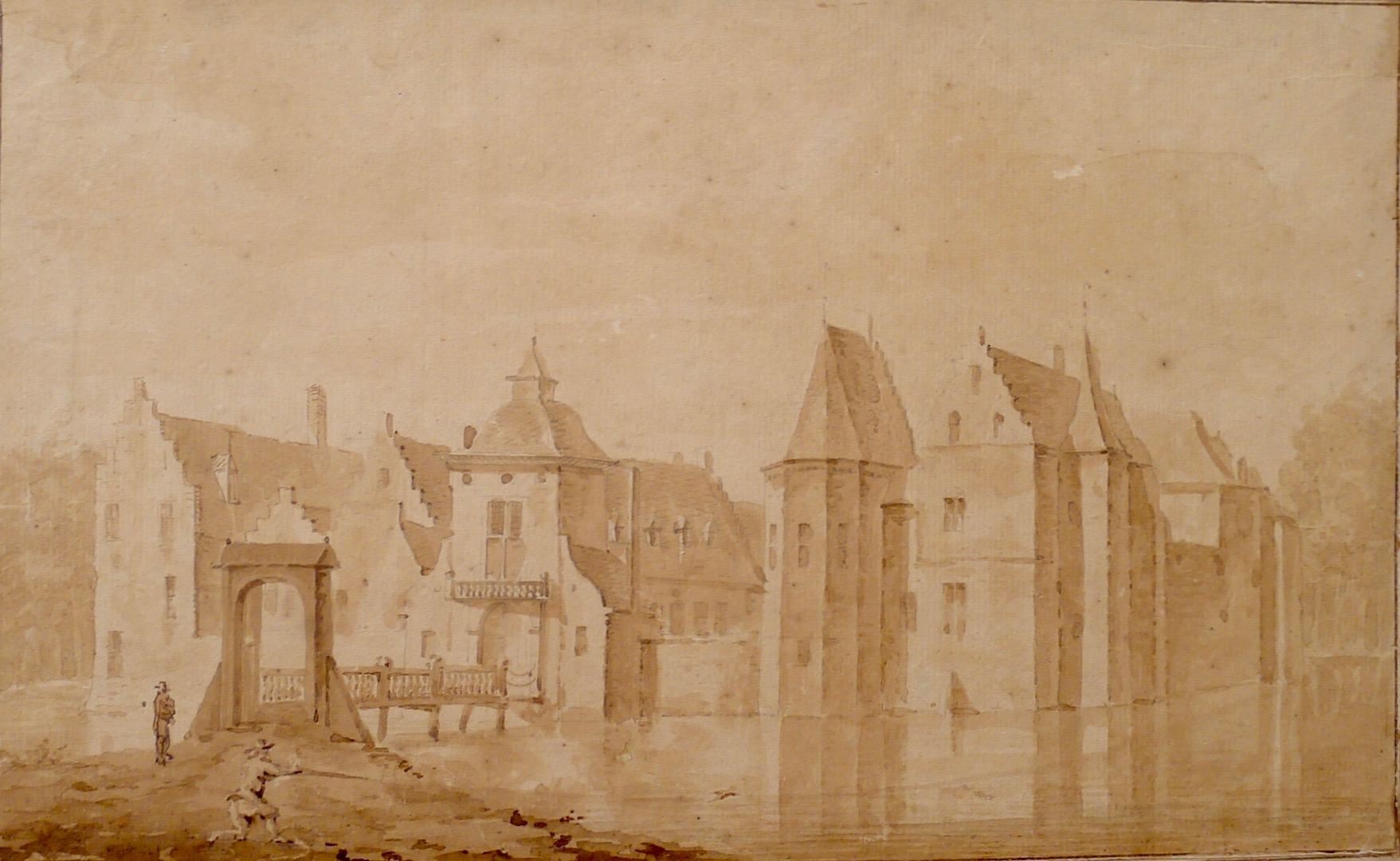
Kasteel Stapelen omstreeks 1700, tekening A. de Haen

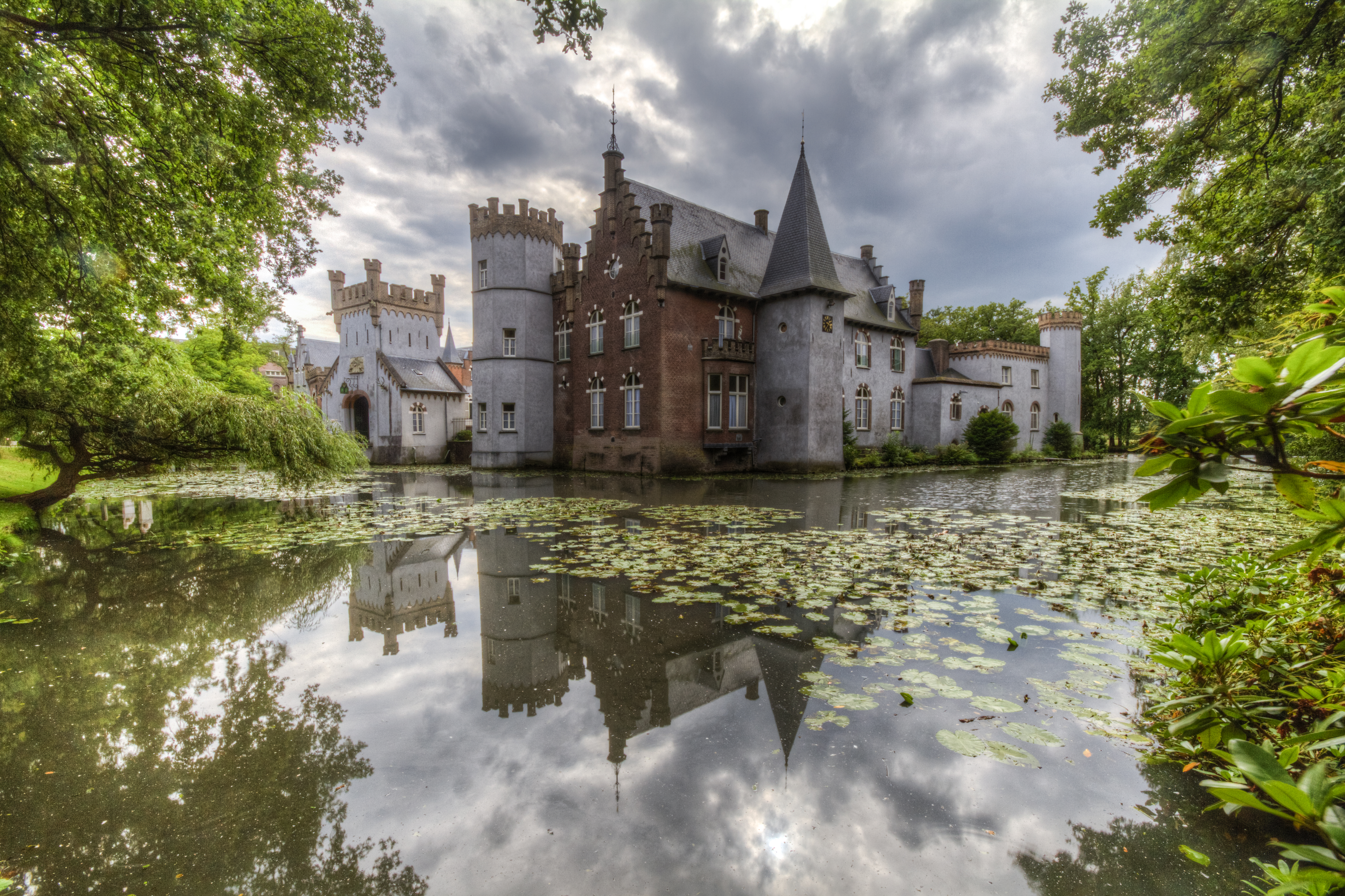
Kasteel Stapelen

Het Kasteel Stapelen in Boxtel, in de Nederlandse provincie Noord-Brabant, is bekend als klooster en hoofdvestiging van de Nederlandse assumptionisten.
De paters Assumptionisten hebben op 1 september 2018 het kasteel verkocht en overgedragen aan de Eindhovense vastgoedbeheerder Xander van Mierlo. De paters verkochten het kasteel na het gedurende 104 jaar in gebruik te hebben gehad klooster. Op dit moment verblijven er nog ongeveer veertien paters Assumptionisten in Nederland. De congregatie van de Assumptionisten houdt zich in Nederland en het buitenland bezig met zielzorg, katholiek geïnspireerde journalistiek, onderwijs, bedrijfsapostolaat en missiewerk. De Nederlandse provincie van de congregatie behoort tot de in Parijs zittende congregatie. De Assumptionisten bezitten de panden aan de Prins Hendrikstraat 43 en 45, die de paters graag willen laten slopen voor de bouw van appartementen. Tevens is afgesproken dat het kerkhof, gelegen in het kasteelpark, nog zeker 50 jaar in gebruik zal zijn om de Paters er blijvend te kunnen begraven. De paters hebben met toestemming van de Bossche bisschop de Sint Joriskapel in het kasteel aan de eredienst onttrokken.

## De naam van het kasteel
De naam van het met een slotgracht omringde kasteel is een raadsel. Verschillende etymologische woordenboeken geven verschillende betekenissen voor het woord stapel. Het zou onder meer fundament kunnen betekenen of stapelplaats, maar ook zuil of kerktoren. In 1134 heette Stapelen de Stapelo, de naam is dus al oud, maar een goede verklaring lijkt in de nevelen van de tijd verborgen.

## Geschiedenis
Kasteel Stapelen werd rond de 13e eeuw gebouwd door een lid van het geslacht van Randerode. De eerste vermelding ervan stamt uit 1293 (zie: lijst van heren en vrouwen van Boxtel). De heerlijkheid Boxtel was aanvankelijk een leen van het graafschap Loon. In het begin van de dertiende eeuw kwam het kasteel Stapelen in het bezit van Willem I van Boxtel (van Randerode), gehuwd met Aleidis van der Aa, weduwe van Hendrik van Cuijck, en later met haar kind Justina van Diepenbeek. Hij werd door de hertog van Brabant tot ridder geslagen. Verschillende geslachten volgden dat van Van Boxtel op. Van Merheim en Van Ranst waren de opvolgende eigenaren van Stapelen. In de zestiende eeuw kwam Stapelen in bezit van het geslacht Van Horne; dit bleef zo tot 1763. In 1645 werd het kasteel door Filips van Leefdael omschreven als een groot out Casteel met wijde schoone grachten. In het Rampjaar 1672 logeerde de Franse koning Lodewijk XIV enkele dagen op het kasteel.
Na 1763 kwam de heerlijkheid aan het geslacht Van Salm-Kyrburg. Frederik III van Salm-Kyrburg vond echter, ten gevolge van de Franse Revolutie, in 1794 de dood onder de guillotine te Parijs. Het ancien régime werd opgeheven en Kasteel Stapelen werd verbeurd verklaard. In 1810 werd het nog omschreven als zeer groot en van ouderwetse bouworde, en in 1815 werd het kasteel verkocht. Via verschillende eigenaren werd het kasteel ten slotte gekocht door een raadslid uit 's-Hertogenbosch, Hendrik Mahie.
Hij liet het kasteel geheel verbouwen in de neo-gotische stijl. Hierdoor kreeg het een kasteelachtige vormgeving die beantwoordde aan een 19e-eeuws ideaalbeeld. Er was echter ook kritiek, daar het verbouwd werd in de toen bewonderde Engelse trant en dus een aanblik kreeg die niet overeenkwam met wat in Nederland voor kastelen gebruikelijk was.
Na de dood van haar man bleef de weduwe Mahie op het kasteel wonen. Ze wilde wel vertrekken, maar dan moest het kasteel een klooster worden. Er werden daarom advertenties in dagbladen geplaatst, waarop de paters Assumptionisten reageerden. Zij betrokken omstreeks 1915 het kasteel en tot de verkoop in september 2018 deed het dienst als een klooster. Het is sinds de verkoop in particulier bezit.
Aanvankelijk was in het kasteel ook een kleinseminarie ondergebracht, maar wegens de grote toestroom van seminaristen was uitbreiding noodzakelijk en werd in 1927, dicht bij het kasteel, in de kasteeltuin een nieuwbouw geplaatst, onder de naam 'Apostolische School St. Theresia', ook wel genoemd Missiehuis St. Theresia. Het werd een voor deze omgeving enorm groot gebouw, dat echter rond 1970 zijn functie als kleinseminarie verloor. Dit gebouw is in gebruik als appartementengebouw.

## Architectuur
Het zuidelijke gedeelte van het kasteelcomplex bevat nog vele oude elementen. Zo heeft de ridderzaal nog de oorspronkelijke veertiende-eeuwse kap en een tongewelf. De stenen muren van de gebouwen van deze vleugel ontstonden in de zestiende eeuw. De achtkante toren aan de oostzijde stamt uit de middeleeuwen, evenals de twee torens aan de westkant van het hoofdgebouw en de kapel die zich aan de zuidzijde bevindt. In deze kapel is nog een altaarstuk uit ongeveer 1600 dat de wapens van de familie Van Horne bevat.
De noordzijde van het kasteel is in de negentiende eeuw vrijwel geheel vernieuwd. Bij opgravingen in het kader van de restauratie van 1968, werden fundamenten van vroegere stallen gevonden op de plaats waar, tegen de westwand, in 1957 autoboxen werden opgetrokken. Voor de huidige zuidvleugel bleken nog meer gebouwen gestaan te hebben, zodat de binnenplaats vroeger beduidend kleiner moet zijn geweest. De zuidvleugel bleek op een zandplaat gefundeerd te zijn, maar de noordzijde is gebouwd op opgehoogde grond. Het kan dus zijn dat de zuidvleugel in de eerste jaren van zijn bestaan direct aan het riviertje de Dommel heeft gestaan.

## Legende
Er is aan kasteel Stapelen een legende verbonden. Kort voor het jaar 1400 werd door priester Eligius, die in de kapel de mis opdroeg, witte geconsacreerde wijn gemorst op het altaarkleed. Er verscheen op dit kleed een rode vlek, die er niet meer uitgewassen kon worden. De priester hield deze kwestie tot op zijn sterfbed geheim, waar hij het vertelde aan de toenmalige kasteelheer Willem van Merheim. Deze kreeg van de geestelijkheid toestemming de doeken aan het volk te tonen, waaruit ten slotte in Boxtel de processie van het Heilig Bloed is voortgekomen, die jaarlijks gehouden wordt op de eerste zondag na Pinksteren.

## Bezichtiging
Kasteel Stapelen is niet voor publiek toegankelijk. Het kasteel is uitsluitend voor publiek goed te zien vanuit het omringende vrij toegankelijke park.